# 장국
장국 또는 맑은장국은 쇠고기를 잘게 썰어 양념을 친 다음 간장을 탄 물에 끓인 맑은 국이다. 된장국이 아닌 맑은 간장국물을 통틀어 장국이라 부르기도 한다.

## 같이 보기
- 다시
- 맑은국
- 된장국